# مک‌لارن آرتورا
مک‌لارن آرتورا (به انگلیسی: McLaren Artura) یک خودروی اسپورت برقی دوگانه است که توسط شرکت خودروسازی مک‌لارن طراحی و ساخته شده است و قرار است در سال ۲۰۲۱ تولید شود.

## نامگذاری
به گفته مکلارن، نام آرتورا ترکیبی از کلمات «هنر» و «آینده» است.

## بررسی اجمالی
این مک‌لارن دومین هیبریدی مک‌لارن و اولین مک لارن با موتور وی۶ است که در ۲۳ نوامبر ۲۰۲۰ معرفی شد.

## مشخصات فنی

### موتور
این خودرو از موتور ۲٬۹۹۳ سانتی‌متر مکعب (۳٫۰ لیتر؛ ۱۸۲٫۶ اینچ مکعب) جدید استفاده می‌کند موتور وی۶ توربوی دوگانه با یک موتور الکتریکی و خروجی ترکیبی ۵۰۰ کیلووات (۶۸۰ اسب بخار متری؛ ۶۷۱ اسب بخار) در ۷۵۰۰ دور در دقیقه و ۷۲۰ نیوتن متر (۵۳۱ فوت-پوند) گشتاور در ۲۲۵۰ دور در دقیقه در این خودرو استفاده شده است. موتور این خودرو به تنهایی ۴۳۰ کیلووات (۵۸۵ اسب بخار متری؛ ۵۷۷ اسب بخار) و ۵۸۴ نیوتن متر (۴۳۱ فوت-پوند) گشتاورتولید می‌کند. جنس این موتور تمام آلومینیومی و دارای زاویه ۱۲۰ درجه است. نیروی موتور از طریق یک جعبه دنده جدید ۸ سرعته دو کلاچه به چرخ‌های عقب ارسال می‌شود.

### موتور الکتریکی
موتور الکتریکی به کار رفته در آرتورا یک موتور ۹۵ اسب بخار متری (۹۴ اسب بخار؛ ۷۰ کیلووات) و ۲۲۵ نیوتن متر (۱۶۶ فوت-پوند) گشتاوری است. برد موتور برقی آرتورا ۱۹ مایل (۳۰٫۶ کیلومتر) است.